# Мост Победы (Москва)
Мост Побе́ды (бывш. 1-й Ленингра́дский путепрово́д) — путепровод на Ленинградском шоссе в Москве. Проходит над путями Рижского направления Московской железной дороги, соединяя районы Сокол и Войковский. Тип конструкции моста — железобетонный, балочный, четырёхпролётный. Ленинградское шоссе на мосту имеет 4 полосы движения в каждом направлении. Длина моста составляет 132 м, ширина — 35 м.

## История
Данный мост является одним из первых памятников Победы в Москве, ведь строительство его началось ещё во время Великой Отечественной войны. В 1943 году, когда в войне наступил решающий перелом в пользу СССР, инженер Н. И. Ермолин, архитектор Д. Н. Чечулин и скульптор Н. В. Томский приступили к работам по оформлению нового путепровода на Ленинградском шоссе. Тогда этот путепровод находился на окраине Москвы, в северо-западной части города. Именно на этом направлении осенью 1941 года шли жестокие бои. Поэтому идея битвы за Москву и легла в основу скульптурной композиции моста, получившей название «Триумф Победы».
Изначально путепровод имел всего две полосы для движения в каждом направлении. В 1960—1961 годах мост был значительно реконструирован (фактически отстроен заново). Проезжая часть моста была расширена до четырёх полос движения в каждом направлении. Авторы нового проекта моста — инженер И. Ю. Аршавский и архитектор К. Н. Яковлев, его сооружением занимались строители мостопоезда № 443. В ходе реконструкции скульптуры были установлены на новые гранитные постаменты по краям моста. Тем не менее часть скульптурного оформления (композиции из знамён и венков), была утрачена.

## Скульптурное оформление
В северной части моста на высоких постаментах расположены статуи воинов — мужчины и женщины. Скульптор Николай Томский особое значение придавал их силуэтам. Согласно его замыслу, именно выразительные силуэты скульптур должны были создавать атмосферу напряжённости и тревоги, характерную для осени 1941 года.
В южной части моста находятся две скульптурно-декоративные композиции «Слава русскому оружию». Скульптурное оформление моста Победы является объектом культурного наследия регионального значения.

Скульптор Николай Томский так вспоминал своё произведение: 
Знаете, когда я был безмерно счастлив? В утро перед Парадом Победы в 1945 году я шёл по мосту, а к центру двигались войска. Колонны, завидев мост, переходили с марша на строевой шаг, держа равнение на монументы воинов — защитников Москвы, командиры отдавали памятнику честь, а в люках танков были видны отдающие честь командиры экипажей. Представляете, здесь, на Ленинградском мосту победители приветствовали монументы Победы! Вот в чём была символика, вот в чём моя авторская гордость и человеческая радость.
|                                                        |                                                                |                                                                               |
| Статуя воина. Объект культурного наследия № 7720073001 | Статуя женщины-воина. Объект культурного наследия № 7720073002 | Скульптурно-декоративная композиция. Объект культурного наследия № 7720073003 |